# 4083 Jody
A 4083 Jody (ideiglenes jelöléssel 1985 CV) a Naprendszer kisbolygóövében található aszteroida. Carolyn Shoemaker fedezte fel 1985. február 12-én.